# This One's for You
This One's for You pjesma je francuskog DJ-a i tekstopisca Davida Guette i švedske pjevačice Zare Larsson. Službena je pjesma Europskog prvenstva u nogometu 2016. u Francuskoj. Objavljena je 13. svibnja 2016., kada je postala dostupna za prenošenje s interneta na iTunes-u.

## Osoblje
- David Guetta – producent, glazbenik
- Zara Larsson – pjevačica
- Giorgio Tuinfort – producent, pijanist
- Afrojack – producent, glazbenik
- Daddy's Groove – programer
- Emanuel Abrahamsson – vokalni producent, snimateljski inženjer
- Thomas Troelsen – pomoćni producent
- Elio Debets – ptareći vokali, inženjer tona
- Rob Bekhuis, Eelco Bakker, Earl St Clair, James Bloniarz, Quinn Garrett, Sean Bacastow - pozadinski vokali

(Popis osoblja preuzet sa službene stranice pjesme na YouTubeu)

## Objavljivanje
| Država/kontinent | Nadnevak          | Način objave                 | Izdavač    |
| ---------------- | ----------------- | ---------------------------- | ---------- |
| Francuska        | 13. svibnja 2016. | Mrežno prenošenje (download) | Parlophone |
| Cijeli svijet    | 13. svibnja 2016. | Mrežno prenošenje (download) | Parlophone |